# Juberg-Marsidi-Syndrom
Das Juberg-Marsidi-Syndrom ist ein erbliches Retardierungsyndrom mit Mikrogenitalismus und Taubheit.
Früher wurde das Syndrom gleichgesetzt mit dem Smith-Fineman-Myers-Syndrom (X-linked mental retardation-hypotonic facies Syndrom), hat aber eine unterschiedliche Genmutation zugrunde liegend (im HUWE1-Gen).
Die Bezeichnung geht zurück auf die Erstbeschreibung von 1980 durch die US-amerikanischen Kinderärzte Richard C. Jubert und I. Marsidi.

## Verbreitung
Die Häufigkeit wird mit unter 1 zu 1.000.000 angegeben, die Vererbung erfolgt x-chromosomal-rezessiv.

## Ursache
Bislang wurde davon ausgegangen, der Erkrankung lägen ursächlich Mutationen im ATRX -Gen am Genort (Xq13.3) zugrunde.
Ferner wurde eine XNP-Mutation beschrieben.
Neuere Untersuchung widersprechen jedoch dieser bisherigen Ansicht: Bei Nachuntersuchung der Originalfamilie von Juberg und Marsidi konnte keine ATRX-Mutationen nachgewiesen werden, sondern Mutationen im HUWE1-Gen.
Mutationen in diesem Gen wurden auch beim Brooks-Wisniewski-Brown-Syndrom gefunden.

## Klinische Erscheinungen
Kriterien sind:
- Schwere geistige Retardierung
- Bereits im Mutterleibe beginnende Wachstumsstörung
- Taubheit oder Schwerhörigkeit
- Mikrogenitalismus mit Penis-, Skrotum-Hypoplasie und Kryptorchismus
- Gesichtsauffälligkeiten wie enge Lidspalten, Epikanthus, Sattelnase und Ohrmuscheldysplasie
- Kamptodaktylie und Klinodaktylie